# Double Dragon (film)
Double Dragon è un film di arti marziali del 1994 diretto da James Yukich e tratto dalla serie di videogiochi Double Dragon. Protagonisti del film sono Mark Dacascos nel ruolo di Jimmy Lee e Scott Wolf nel ruolo di Billy Lee, insieme ad Alyssa Milano nel ruolo di Marian Delario e Robert Patrick nel ruolo di Koga Shuko, principale antagonista della storia. Nel film, Jimmy e Billy Lee sono descritti semplicemente come fratelli e non come gemelli, come accade nel videogioco, presumibilmente per spiegare la loro differente etnicità. La storia del film si svolge in una Los Angeles post-apocalittica, chiamata New Angeles.

## Trama
(Narrazione di Koga Shuko narrating all'inizio del film.)
Koga Shuko, un boss criminale e uomo d'affari, spiega ai suoi subalterni di un potente medaglione magico chiamato Double Dragon, che è stato diviso in due pezzi. Ne ottiene una metà e ordina ai suoi scagnozzi di trovargli l'altra.
I fratelli adolescenti Billy e Jimmy Lee e la loro tutrice/madre adottiva Satori Imada tornano a casa dopo il coprifuoco cittadino da un torneo di arti marziali. Sulla loro strada, vengono avvicinati da membri della banda che governano le strade dopo il tramonto a causa di un difficile patto stipulato con il dipartimento di polizia, per impedire loro di impazzire durante il giorno. Fuggono con l'aiuto dei Power Corps, un gruppo di vigilanti guidati dalla loro amica Marian Delario, figlia del capo della polizia. Sfortunatamente, Bo Abobo, un capobanda, scopre che Satori tiene in mano la seconda metà del medaglione e lo riferisce a Shuko. Per il suo fallimento nell'assicurarglielo viene mutato in un enorme gigante mostruoso.
Nella loro casa situata in un teatro abbandonato, Satori spiega agli scettici Billy e Jimmy del Double Dragon e di come il loro pezzo deve essere protetto, raccontando che il padre era l'archeologo che lo trovò e lei lo affida alle cure di Billy. Shuko, con i suoi scagnozzi al seguito, fa visita ai Lee, intento a prendere l'altra metà. Rivela l'abilità del suo medaglione, il potere dell'anima, che conferisce all'utilizzatore il potere del possesso e una forma d'ombra, possedendo temporaneamente Satori. Billy e Jimmy riescono a inabilitare Abobo, ma Shuko fa in modo che il posto venga cosparso di benzina e dato alle fiamme. Satori si sacrifica in modo che i fratelli possano fuggire con il Drago.
Incapace di trovare i fratelli da solo, Shuko si unisce e prende il controllo delle bande mostrando il suo potere e li manda alla ricerca dei Lee. Billy e Jimmy riescono a scappare e cercano rifugio nel nascondiglio dei Power Corps. Marian accetta di aiutarli usando questa come un'opportunità per sbarazzarsi delle bande una volta per tutte, e i tre decidono di andare nell'edificio degli uffici di Shuko per rubare il suo medaglione. Alla fine falliscono e sono costretti a fuggire, e Jimmy viene catturato nel tentativo.
Billy e Marian tornano alla base dei Power Corps e si lamentano di come nessuno di loro sia stato in grado di capire come usare il loro pezzo di drago. Marian sottolinea una scoperta che hanno fatto che chi indossa il medaglione è immune ai poteri della sua controparte, il che significa che Shuko non è in grado di possederlo finché lo ha. Improvvisamente, le bande attaccano il nascondiglio. Nella mischia, Jimmy riappare. Billy è euforico; tuttavia, il fratello è semplicemente controllato da Shuko mentre cerca di sottomettere suo fratello a pugni. Billy quindi attiva accidentalmente l'abilità del suo medaglione, che è il potere del corpo e lo rende effettivamente invulnerabile ai danni e gli da una forza incredibile. Sapendo questo, Shuko minaccia invece di uccidere Jimmy. Neanche questo riesce, quindi rilascia Jimmy per distrarre Billy abbastanza a lungo da ottenere il medaglione.
Shuko riesce a unire le metà e si trasforma in una coppia di guerrieri dell'ombra con katane che disintegrano tutto ciò che tagliano. I fratelli Lee combattono, ma non riescono a batterlo. Abobo, che era stato precedentemente fatto prigioniero e da allora riformato, rivela a Marian che la debolezza di Shuko è la luce. Marian riattiva il generatore del nascondiglio e i guerrieri ombra vengono resi impotenti. Billy e Jimmy attaccano, ricombinando con forza le ombre in Shuko, e acquisiscono le metà del Double Dragon. Combinano i due pezzi, garantendo loro uniformi abbinate e i poteri del medaglione, e vedono brevemente una visione dello spirito di Satori mentre dice loro parole incoraggianti. I fratelli prendono a pugni Shuko e Jimmy lo possiede per fargli fare cose imbarazzanti, durante questo periodo, arriva il padre di Marian per consegnare Shuko alla giustizia e prendersi cura delle bande una volta per tutte. Jimmy chiede a Shuko di firmare un assegno al dipartimento di polizia per $ 129 milioni prima di chiedere al capo della polizia ad arrestarlo.
Shuko viene mandato in prigione, il dipartimento di polizia ha rinnovato le forze per combattere le bande invece di scendere a compromessi con loro, e Billy e Jimmy ora possono tenere al sicuro entrambe le metà del Double Dragon e proteggere la città.

## Produzione
Il regista esordiente Jim Yukich ha riassunto il suo approccio al film: "I nostri personaggi sono come bambini normali: tre bambini in un'avventura, quindi non volevamo fare qualcosa che i bambini avrebbero avuto troppa paura di vedere... Mi è piaciuto farlo nel modo più divertente e spensierato".
L'attore Robert Patrick ha detto: "Era un film che ho fatto perché sulla carta pensavo potesse funzionare davvero. Non ha funzionato molto bene... Ci sono alcuni aspetti divertenti in quel personaggio, e è stata un'esperienza abbastanza complicata l'essere divertente e cercare di essere minaccioso allo stesso tempo. Sono orgoglioso della mia performance. È una performance piuttosto "estrema". Sì, e ho avuto modo di lavorare con Scott Wolf, Mark Dacascos e Alessa Milano".
La sequenza dell'inseguimento in barca è stata girata sul Fiume Cuyahoga in Ohio, e culmina con un'esplosione che ha utilizzato 700 galloni di benzina combinati con 200 galloni di alcol. Sebbene gli avvertimenti siano stati trasmessi su diversi canali di notizie la notte precedente, l'esplosione ha causato il panico dei residenti della città vicina, portando a 210 telefonate ai servizi di emergenza per dieci minuti.

## Accoglienza

### Critica
Le recensioni della critica sono state sfavorevoli. Il The Washington Post l'ha definito così "ritmo goffo" e "recitato in modo dilettante" da bambini "così ottimisti che potrebbero essere fuggiti da un tour di Annie", 
sebbene lo sfondo metropolitano amalgamato di New Angeles sia chiamato "fantasioso". Writing for The New York Times, Stephen Holden lo ha definito "un film di azione frenetica ed effetti speciali intelligenti" con "un'energia ininterrotta e saltellante che supera le incongruenze della sceneggiatura e le interpretazioni amatoriali". Reviewbiquity ha dato al film una stella su cinque, affermando che il film "non soddisferà nemmeno il più fervente dei fan". 
Sul sito web di recensioni Rotten Tomatoes ha ricevuto un punteggio negativo del 13% da 15 recensioni, rendendolo uno degli adattamenti cinematografici di videogiochi con il punteggio più basso di tutti i tempi.
Nel 2009, il Time ha inserito il film nella lista dei dieci peggiori film di videogiochi.

### Box office
Secondo Box Office Mojo, l film ha incassato $ 1.376.561 a livello nazionale nel suo weekend di apertura in 1.087 sale negli Stati Uniti e in Canada. Ha incassato $ 2.341.309 durante la sua corsa teatrale nordamericana. The film sold approximately 576,000 tickets in the United States.
In Europa, il film ha venduto 122.784 biglietti in Francia, 126.676 biglietti in Germania, 
e almeno 5.431 biglietti in Spagna, 
equivalente a un ricavo lordo stimato di circa €1,327,004 ($1,780,654). In Corea del Sud, il film è uscito nel 1998 e ha venduto 7.179 biglietti a Seul, equivalente a un ricavo lordo stimato di circa ₩43,074,000 ($30,736). 
Questo porta l'incasso totale mondiale stimato del film a circa $4,152,699.

### Sviluppi successivi
La trama e gli elementi visivi del film sono stati riutilizzati nella versione 1995 di Double Dragon prodotta da Technos Giappone. Ciò include la trasformazione che i fratelli Lee subiscono durante il climax del film, che appaiono nel gioco come una mossa speciale per entrambi i personaggi e l'uso di filmati del film nell'introduzione del gioco e nella fase di Marian.

## Home video
La Universal ha distribuito il film su VHS e Laserdisc nell'aprile 1995 negli Stati Uniti, mentre la CFP ha distribuito il film in video in Canada. GoodTimes Entertainment ha realizzato un altro VHS alla fine del 1997, lo ha pubblicato in DVD nel 2001 e un altro DVD il 31 agosto 2004. Nel 2014, DigiDreams ha pubblicato il film su Blu-ray in Germania.
MVD Entertainment Group (su licenza del detentore dei diritti Imperial Entertainment Group) ha pubblicato il film su un pacchetto combinato Blu-ray/DVD nel 2019. Questa versione Blu-ray ha incassato oltre 1,3 milioni di dollari nelle vendite americane, a partire dal 2020.